# Doesburg
Doesburg là một đô thị và thành phố thuộc tỉnh Gelderland, Hà Lan. Đô thị này có diện tích 12,9 km2, dân số thời điểm ngày 1/1/2007 là 11.602 người.